# Cantare è
Cantare è è il quarto album del cantante napoletano Salvo Nicolosi, del 1988

## Tracce
1. Gimme Hope Jo'anna
2. E se ne va
3. Ragazza sbandata
4. Busciarda
5. Signora
6. Io vado via
7. Mi piacerebbe andare al mare
8. Tania
9. Nun m'addorme senza 'e te
10. Chist'è ll'ammore